# تونه کلام
تونه کلام (استونیایی: Tunne Kelam؛ زادهٔ ۱۰ ژوئیهٔ ۱۹۳۶) سیاست‌مدار و نماینده سابق مجلس اهل استونی است. وی از سال ۲۰۰۴ تا ۲۰۱۹ عضو پارلمان اروپا بوده است.